# Слобушниця (річка)
Слобушниця — річка в Україні, у Надвірнянському районі Івано-Франківської області, права притока Красної (басейн Дунаю).

## Опис
Довжина річки приблизно 11 км. Формується з багатьох безіменних струмків.

## Розташування
Бере початок на сході від села Лоєва. Тече переважно на південний схід через Добротів і біля села Ланчин впадає у річку Красну, ліву притоку Пруту.